# Fadrique Furió Ceriol

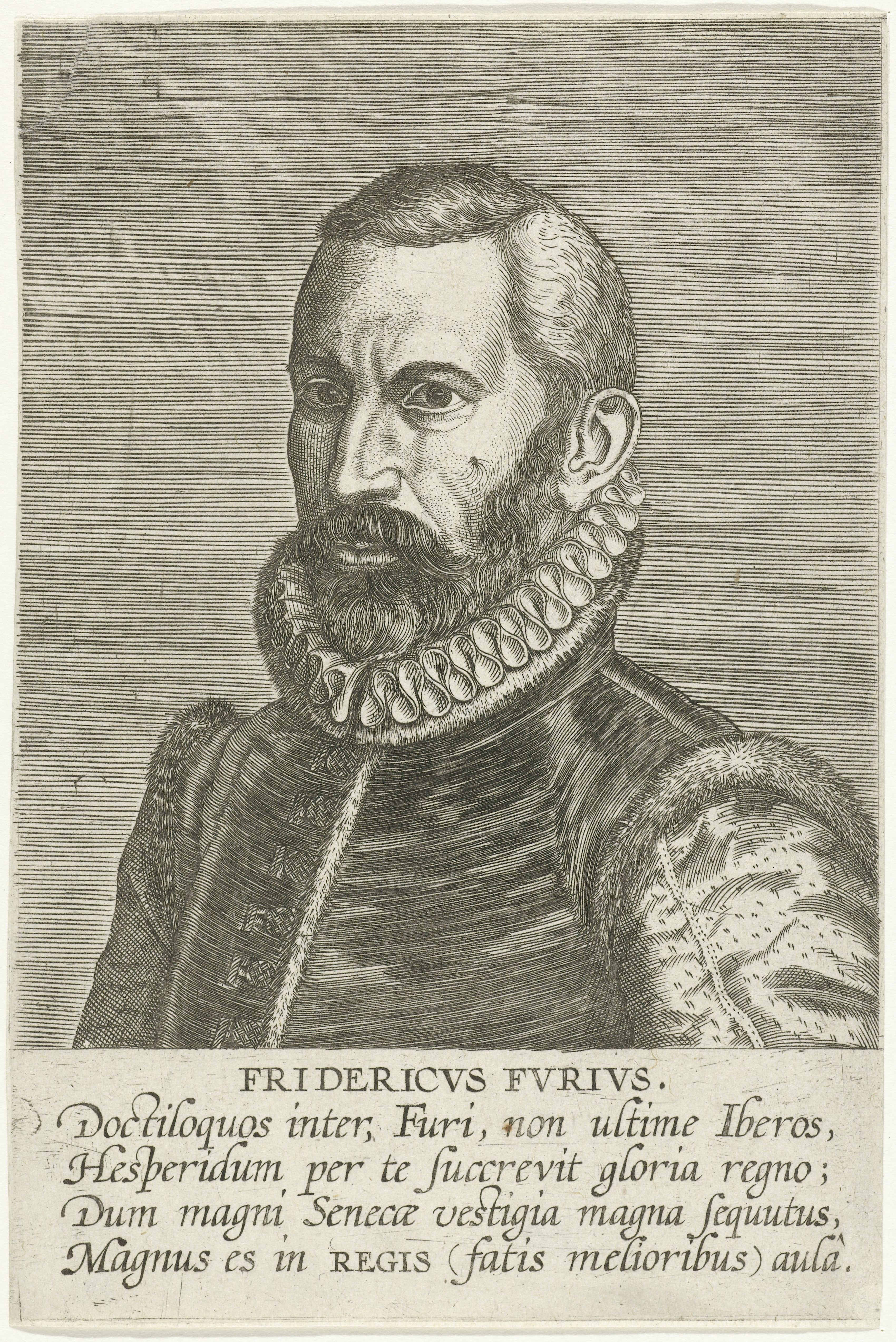
Retrato de Fadrique Furió Ceriol,grabado en cobre de Philipe Galle, Imagines L. doctorum virorum, qui bene de studiis literarum..., Amberes, 1587.

Fadrique Furió Ceriol, latinizado como Fridericus Furius Caeriolanus, fue el pseudónimo adoptado por Miquel-Joan Ceriol i Balle (Valencia, 27 de mayo de 1527-Valladolid, 12 de agosto de 1592), un humanista valenciano que fue un destacado filósofo, retórico, historiador y teólogo del Renacimiento.

## Biografía
Fadrique Furió, originariamente Miquel-Joan Ceriol, fue el quinto hijo de Jerónimo o Jeroni Ceriol, propietario agrícola, y de Isabel Balle y Perís. Sus antepasados provenían del valle de Querol, en la Alta Cerdaña, y su familia estaba emparentada con San Vicente Ferrer. En Valencia inició sus estudios a los siete años y después pasó probablemente a la Universidad de Valencia, donde se graduó en Artes por 1546. Ese mismo año marchó a París y asistió a las clases de Pierre de la Ramée y Adrien Turnèbe, hasta 1551, año en que fue expulsado con los demás estudiantes de procedencia hispana por la contienda entre Francia y España; participó en la guerra, en concreto en la campaña de Metz al año siguiente. Después siguió estudios en la Universidad de Lovaina, donde se licenció en Teología y se doctoró en ambos derechos, civil y canónico. 
En sus estudios y viajes se había empapado de las doctrinas de Erasmo de Róterdam, Luis Vives y el citado antiaristotélico Pierre de la Ramée y, de acuerdo con sus ideas humanistas, defendió la tolerancia religiosa y la utilidad pastoral de la traducción de la Biblia a las lenguas vulgares, los dialectos e incluso las lenguas indígenas de los indios americanos. Esto le llevó a enfrentarse a Giovanni da Bologna en su diálogo humanístico Bononia, sive de libris sacris in vernaculam linguam convertendis (1556), a resultas de lo cual se vio encarcelado en ese mismo año por la Inquisición en Lovaina; sin embargo, Carlos I y Margarita de Parma lo protegieron nombrándolo preceptor del futuro Felipe II y sacándolo de la cárcel. Según Marcel Bataillon, esta obra fue "la defensa más atrevida que una pluma española haya escrito jamás en favor de estas traducciones". y se inspira en la Paraclesis de Erasmo; para él parece absurdo que se puedan leer literatura de ficción que es mentira y, sin embargo, no se pueda leer la verdad de las Santas Escrituras, cuando todo buen cristiano debía ser por sí mismo un teólogo. 
En Flandes publicó además Institutionum Rhetoricarum (Lovaina, 1554), Gramática de la Lengua Vulgar de España (1559) y Comedia llamada Josephina (1559). Pero su obra más conocida es El Concejo, y consejeros del príncipe (Amberes, 1559), un espejo de príncipes que tuvo una gran fortuna editorial, con ediciones latinas, italianas, inglesas e incluso polacas, pese a que no alcanzó a pulbicarse en España hasta 1779 y, ya en el siglo XIX, en la Biblioteca de Autores Españoles de Manuel Rivadeneyra. Estre tratado también le supuso algunos problemas con el entorno de Felipe II; fue encarcelado unos meses y, para evitar más problemas, se marchó a Lieja un tiempo y, a continuación, se trasladó a Colonia, donde sirvió al arzobispo Friedrich von Wied. Durante ese tiempo los representantes del rey habían depuesto su animadversión y contactaron con él en Aquisgrán a principios de 1562 para proponerles un trato: a cambio de no seguir publicando el resto de su obra, conseguiría el perdón real, una suma para pagar sus deudas y un cargo en España en la Corte de Felipe II. 
Aceptó y, en 1564, volvió a España como bibliotecario de Felipe II. Sin embargo, regresó a Flandes en 1573 con Luis de Requesens para ayudarle a gobernar el territorio e intentar un acuerdo de paz. Con esa intención redactó una hoja de ruta, Remedios para el sosiego de las alteraciones de los países Bajos de los Estados de Flandes, que no pudo llevarse a la práctica al ser reemplazado Requesens por Juan de Austria en 1576. Entonces parte de su obra fue prohibida por el Concilio de Trento.
Durante su estancia en Flandes había iniciado correspondencia con el Conde de Chinchón y Mayordomo mayor Diego Fernández de Cabrera y Mendoza, a quien al terminar su estancia en el extranjero remitió un informe sobre la resolución del conflicto. Vuelto a Madrid, siguió sirviendo a la Corona en cuestiones de poco momento; pero deseoso de imponerse en cuestiones de mayor calado, redactó una petición a Felipe II para solicitar el cargo de Vicecanciller del Consejo de Aragón, lo que no le fue concedido. Posteriormente redactó un informe sobre la exageración de los tratamientos de cortesía. En su domicilio madrileño vivía con diversos parientes y tuvo varias aventuras amorosas que se refieren en los codicilos testamentarios que redactó, indicando posibles paternidades. Enfermó en 1583 y murió el 12 de agosto de 1592 en Valladolid, donde está enterrado en el Monasterio de la Trinidad. Poco después, Felipe II ordenó una investigación para aclarar si Furió había o no seguido doctrinas luteranas.
En su honor lleva su nombre una cátedra de la Universidad de Valencia y la revista Cuadernos Constitucionales de la Cátedra Fadrique Furió Ceriol.

## Obras
- Bononia sive de libris sacris in vernaculam linguam convertendis (1556)
- Institutionum Rhetoricarum (Lovaina, 1554)
- Gramática de la Lengua Vulgar de España (1559)
- Comedia llamada Josephina (1559)
- El Concejo, y consejeros del príncipe (Amberes, 1559). Hay varias ediciones modernas de Henri Méchoulan (Madrid, Editora Nacional, 1978; Madrid, Tecnos, 1993 y con Jordi Pérez Durà, Valencia, Alfonso el Magnánimo, 1996).
- Remedios para el sosiego de las alteraciones de los países Bajos de los Estados de Flandes (1573).
- Avisos acerca de los Estados Bajos (julio de 1566).
- Medios para la pacificación de los Estados Baxos (1578).
- Del uso o abuso común de los títulos (28 de febrero de 1583).